# Pselliophora scalator
Pselliophora scalator är en tvåvingeart som beskrevs av Alexander 1920. Pselliophora scalator ingår i släktet Pselliophora och familjen storharkrankar.
Artens utbredningsområde är Taiwan. Inga underarter finns listade i Catalogue of Life.